# ジャックス・デイン
ジャックス・デイン（Jax Dane、1976年3月10日 - 2024年12月25日）は、アメリカ合衆国のプロレスラー。テネシー州ベイクウェル出身。

## 来歴
2012年5月、NWAヒューストンで活動を開始。7月13日、レイモンド・ロウとパス・オブ・レジスタンス（The Path of Resistance）なるタッグチームを結成してオースティン・ローデス & チャズ・テイラーが保持するNWAローンスタータッグ王座に挑戦し、ベルトを奪取。王座獲得後、防衛に3回成功するが11月9日にキング・オブ・アンダーグラウンド（ライアン・ジェネシス & スコット・サマーズ）に敗れてしまいベルトを手放している。また、防衛失敗と同時にロウとのタッグを解消した。12月にロウ、ジェネシス、サマーズとの4wayマッチに勝利してNWAローンスターヘビー級王座を獲得。獲得後はWWEやTNAで活躍したスコット・スタイナーやランス・ホイットを相手に防衛を続けた。
2013年4月7日、NWA加盟団体に参戦していたロブ・コンウェイが新日本プロレスのPPVであるINVASION ATTACKに出場するため、セコンドとして初来日を果たす。NWA世界ヘビー級王座を保持するコンウェイに挑戦した小島聡に襲撃し、コンウェイを勝利に導き、防衛に貢献した。
7月13日、NWAヒューストンのイベントであるNWA Houston ExplosionにてNWAローンスターヘビー級王座を賭けてバイロン・ウィルコット、ジェームス・クラクストンとのトリプルスレットマッチを行うがウィルコットに敗れてしまいベルトを失った。
11月9日、新日本プロレスのPPV、POWER STRUGGLEで、コンウェイとタッグであるアイアンゴッズ（The IronGodz）でIWGPタッグ王座 & NWA世界タッグ王座のダブルタイトルマッチに出場するため再来日。テンコジ（天山広吉 & 小島聡）、K.E.S.（ランス・アーチャー & デイビーボーイ・スミスJr.）との変則3way形式ルールで試合を行い、5分41秒でコンウェイがエゴ・トリップで小島からフォールを奪い、NWA世界タッグ王座を奪取した。また、新日本が主催するWORLD TAG LEAGUEにコンウェイとのタッグで初出場。3勝3敗という成績で予選落ちに終わった。
2015年2月6日、ロウ・マルコニを破りNWAナショナルヘビー級王座を獲得。8月30日、NWA加盟団体であるBOW（ Branded Outlaw Wrestling）のイベントであるWorld War GoldにてNWA世界ヘビー級王座を保持する天山広吉に挑戦。勝利してベルトを奪取した。
2024年11月に心臓発作を起こし、12月25日に亡くなったことをNWAの公式サイトで発表された。48歳没。

## 得意技
- スピアー
- スパインバスター
- チョークスラム

## 入場曲
- I Stand Alone / Godsmack

## 獲得タイトル
NWA
- NWA世界ヘビー級王座 : 1回
- NWA世界タッグ王座 : 1回

w / ロブ・コンウェイ
- NWAナショナルヘビー級王座 : 1回

NWA Branded Outlaw Wrestling
- NWA BOWヘビー級王座 : 1回

NWA Houston
- NWAローンスターヘビー級王座 : 1回
- NWAローンスタータッグ王座 : 1回

w / レイモンド・ロウ